# Діазооксиди
Діа́зоокси́ди (англ. diazooxides) — діазосполуки — діазоциклогексадієнони, які можуть також прийматися як диполярні діазоніофеноксиди, одержувані внаслідок діазотування ароматичних первинних амінів, які мають гідроксигрупу в орто- або в пара-положеннях. Через це відомі ще як діазофеноли.